# Lipowa (powiat brzeski)
Lipowa (niem.: Deutsch Leippe) – wieś w Polsce położona w województwie opolskim, w powiecie brzeskim, w gminie Grodków.

## Historia
W latach 1954–1961 wieś należała i była siedzibą władz gromady Lipowa, po jej zniesieniu w gromadzie Tarnów Grodkowski. W latach 1975–1998 miejscowość należała administracyjnie do województwa opolskiego.

## Zabytki
Do wojewódzkiego rejestru zabytków wpisany jest kościół par. pw. św. Marcina, z XV/XVI w. (wypisany z księgi rejestru). Zachował się korpus nawowy wyraźnie podzielony na nawę i  prezbiterium. Wysoka wieża otynkowana z przyporami, zwieńczona ostrosłupową murowaną iglicą.

## Szlaki turystyczne
- Brzeg - Krzyżowice - Gierszowice - Olszanka - Pogorzela - Jasiona - Michałów - Lipowa - Przylesie Dolne - Grodków